# Trigonopterus corona
Trigonopterus corona – gatunek chrząszcza z rodziny ryjkowcowatych i podrodziny krytoryjków.

## Taksonomia
Gatunek ten opisany został po raz pierwszy w 2021 roku przez Radena P. Narakusumo i Alexandra Riedela na łamach „ZooKeys”. Jako miejsce typowe wskazano górę Dako w kabupatenie Tolitoli w indonezyjskiej prowincji Celebes Środkowy. Epitet gatunkowy odnosi się do pandemii SARS-CoV-2, która wstrzymała badawcze prace terenowe.

## Morfologia
Chrząszcz o ciele długości 3,3 mm, wysklepionym, w zarysie prawie jajowatym ze słabym przewężeniem między przedpleczem a pokrywami, ubarwionym czarno z rdzawymi czułkami, pokrywami i stopami. Ryjek samca zaopatrzony jest w listewkę środkową i słabo zaznaczoną parę listewek przyśrodkowych. Epistom jest słabo widoczny. Powierzchnia przedplecza jest gęsto i grubo punktowana oraz prawie siateczkowana. Pokrywy mają rzędy z dużymi punktami oraz drobniej punktowane międzyrzędy; na barku ósmy rząd ma sześć powiększonych punktów. Wszystkie odnóża mają uda pozbawione ząbków, zaopatrzone w niezmodyfikowane do karbowanych listewki przednio-brzuszne. Tylna para ma na udach niezmodyfikowaną krawędź tylno-grzbietową oraz przedwierzchołkową łatkę strydulacyjną. Goleń tylnej pary ma na spodzie wierzchołkowej części zaokrągloną, ostrzowatą wypustkę z długimi szczecinkami. Genitalia samca mają prącie o bokach przy nasadzie równoległych bokach, pośrodku kątowo zgiętych, a dalej lekko zbieżnych, szczycie zaś skąpo oszczecinionymi i zaopatrzonym w wypustkę środkową. Aparat przenoszący jest biczykowaty, a przewód wytryskowy ma niewyraźny bulbus.

## Ekologia i występowanie
Ryjkowiec ten zasiedla górskie lasy. Spotykany jest na rzędnych od 1100 do 1900 m n.p.m. Bytuje na roślinności.
Owad orientalny, endemiczny dla Celebesu, znany tylko z lokalizacji typowej w prowincji Celebes Środkowy.